# Loch Coruisk
Loch Coruisk är en sjö i Storbritannien.   Den ligger i kommunen Highland och riksdelen Skottland, i den nordvästra delen av landet, 700 km nordväst om huvudstaden London. Loch Coruisk ligger 8 meter över havet. Den ligger på ön Skye.